# Серве, Эмиль
Эми́ль Серве́ (люкс. Émile Servais, 26 сентября 1847 — 24 октября 1928) — люксембургский лево-либеральный политический деятель, председатель Комитета общественного спасения, сын премьер-министра Эммануэля Серве. По профессии инженер.

## Восстание 1919 года
Как и многие левые либералы и социал-демократы, Эмиль Серве выступал за установление в Люксембурге республиканского правления. В то же время большинством политически активного населения деятельность великой герцогини Марии-Аделаиды во время германской оккупации рассматривалась как про-немецкая. Это подтолкнуло Либеральную лигу и Социал-демократическую партию 6 декабря 1918 года объединить свои усилия за установление республиканского правления.
В конце декабря 1918 года в нескольких частях люксембургской армии вспыхнуло восстание и воспользовавшись им, 9 января 1919 года, республиканцы организовали Комитет общественного спасения, чьим председателем был избран 72-летний Эмиль Серве. Несмотря на то, что по общему мнению первым президентом Республики Люксембург тоже должен был стать Серве, по ряду других вопросов мнения разошлись: так, например, правые либералы выступали за объединение с Бельгией. Однако, по просьбе люксембургского правительства в дело вмешались французские войска и 10 января 1919 года восстание было подавлено.